# Alfuzosin
Alfuzosin ist ein Arzneistoff aus der Gruppe der α1-Adrenorezeptorantagonisten (Alphablocker), der in der Behandlung einer benignen Prostatahyperplasie (BPH) eingesetzt wird. Die chirale Verbindung leitet sich vom Chinazolin ab. Patentiert wurde es 1979 und 1982 zunächst als Antihypertonikum von Synthélabo (heute Sanofi).

## Klinische Angaben

### Anwendungsgebiete
Eingesetzt wird der Arzneistoff zur Behandlung der Symptome einer benignen Prostatahyperplasie. Auf die Größe der Prostata hat er keinen Einfluss.

### Gegenanzeigen (Kontraindikationen)
Beim Vorliegen einer schweren Leberinsuffizienz oder einer orthostatischen Hypotonie (niedriger Blutdruck) ist die Gabe kontraindiziert, ebenso bei einer Behandlung mit anderen Alphablockern.

### Unerwünschte Wirkungen (Nebenwirkungen)
Mögliche Nebenwirkungen sind unter anderem Abgeschlagenheit, Schwindel, Kopfschmerz, grippale Symptome und hypotone Dysregulation.

## Pharmakologische Eigenschaften
Alfuzosin bindet als Antagonist selektiv an postsynaptische α1-Adrenorezeptoren und entspannt so die glatte Muskulatur von Prostata und Harnröhre. Dies erhöht den Harnfluss und erleichtert die Miktion. Die Bioverfügbarkeit liegt bei 64 % und die Plasmahalbwertszeit bei 4 bis 6 Stunden. Die maximale Plasmakonzentration ist nach 90 Minuten erreicht.

## Stereochemie
Alfuzosin enthält ein Stereozentrum,  und ist deshalb chiral. Es gibt zwei enantiomere Formen, (R)-Form und (S)-Form. Praktische Bedeutung besitzt jedoch nur das Racemat [(RS)-Alfuzosin], also ein 1:1-Gemisch aus dem (R)-Enantiomer und dem (S)-Enantiomer:
| Enantiomere von Alfuzosin | Enantiomere von Alfuzosin |
| ------------------------- | ------------------------- |
| (R)-Alfuzosin             | (S)-Alfuzosin             |

## Handelsnamen
Alfunar (D), Fuzocim (CH), Urion (D), UroXatral (D), Xatral (CH)